# Fauveliopsis challengeriae
Fauveliopsis challengeriae är en ringmaskart som beskrevs av McIntosh 1922. Fauveliopsis challengeriae ingår i släktet Fauveliopsis och familjen Fauveliopsidae. Inga underarter finns listade i Catalogue of Life.